# Venturia himachala
Venturia himachala är en stekelart som beskrevs av Maheshwary 1977. Venturia himachala ingår i släktet Venturia och familjen brokparasitsteklar. Inga underarter finns listade i Catalogue of Life.